# Gopinath Bordoloi
Gopinath Bordoloi (* 6. Juni 1890 in Raha, Nagaon, Assam; † 6. August 1950 in Guwahati, Assam) war ein indischer Politiker des Indischen Nationalkongresses und führender Unabhängigkeitskämpfer. Er war 1938/39 und von 1946 bis zu seinem Tod 1950 Regierungschef in Assam und der erste Chief Minister dieses Bundesstaates.
Bordoloi richtete sich während der Teilung Indiens gegen Bestrebungen, das hinduistisch dominierte, noch ungeteilte Assam in das vom Islam dominierte Ostpakistan (heute Bangladesch) zu integrieren. Er organisierte unter anderem Proteste. Nur Sylhet wurde nach einem Referendum am 6. Juli 1947 schließlich Ostpakistan eingegliedert.
Nach der indischen Unabhängigkeit arbeitete Bordoloi eng mit Vallabhbhai Patel zusammen, um Assam vor dem kommunistischen China und Ostpakistan zu schützen. Auch organisierte er die Rückkehr von Millionen von Flüchtlingen, die wegen Unruhen aus Ostpakistan flohen. Seine Bemühungen führte zu Stabilität und Sicherheit in Assam.
Postum wurde ihm 1999 der höchste indische Staatspreis, der Bharat Ratna, verliehen. Der Flughafen in Guwahati trägt seinen Namen.